# Habralictus tradux
Habralictus tradux är en biart som först beskrevs av Joseph Vachal 1904.  Habralictus tradux ingår i släktet Habralictus och familjen vägbin. Inga underarter finns listade i Catalogue of Life.